# Tramontina

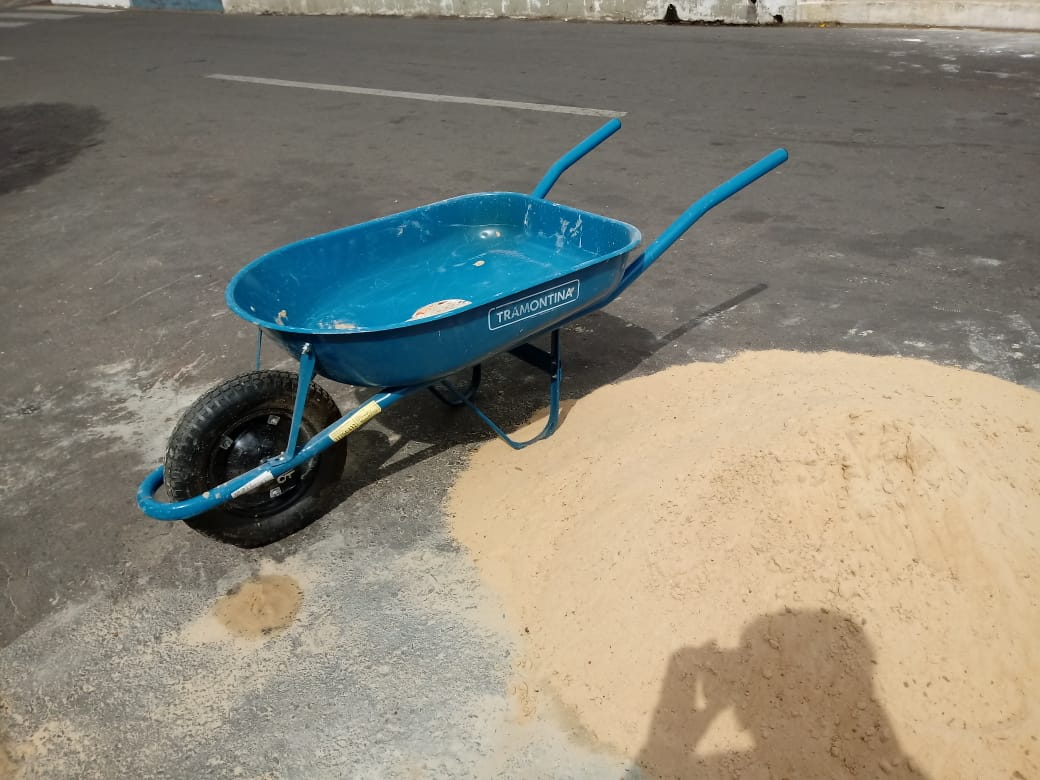
Carro de mão.

A Tramontina é uma empresa metalúrgica brasileira, fundada em 1911 e sediada no município de Carlos Barbosa, Rio Grande do Sul. Trabalha com um mix de mais de 22 mil itens, entre eles utensílios e equipamentos para cozinha, eletrodomésticos, ferramentas para agricultura, jardinagem, manutenção industrial e automotiva, construção civil, materiais elétricos, móveis de madeira e plástico, além da linha de equipamentos dirigíveis.

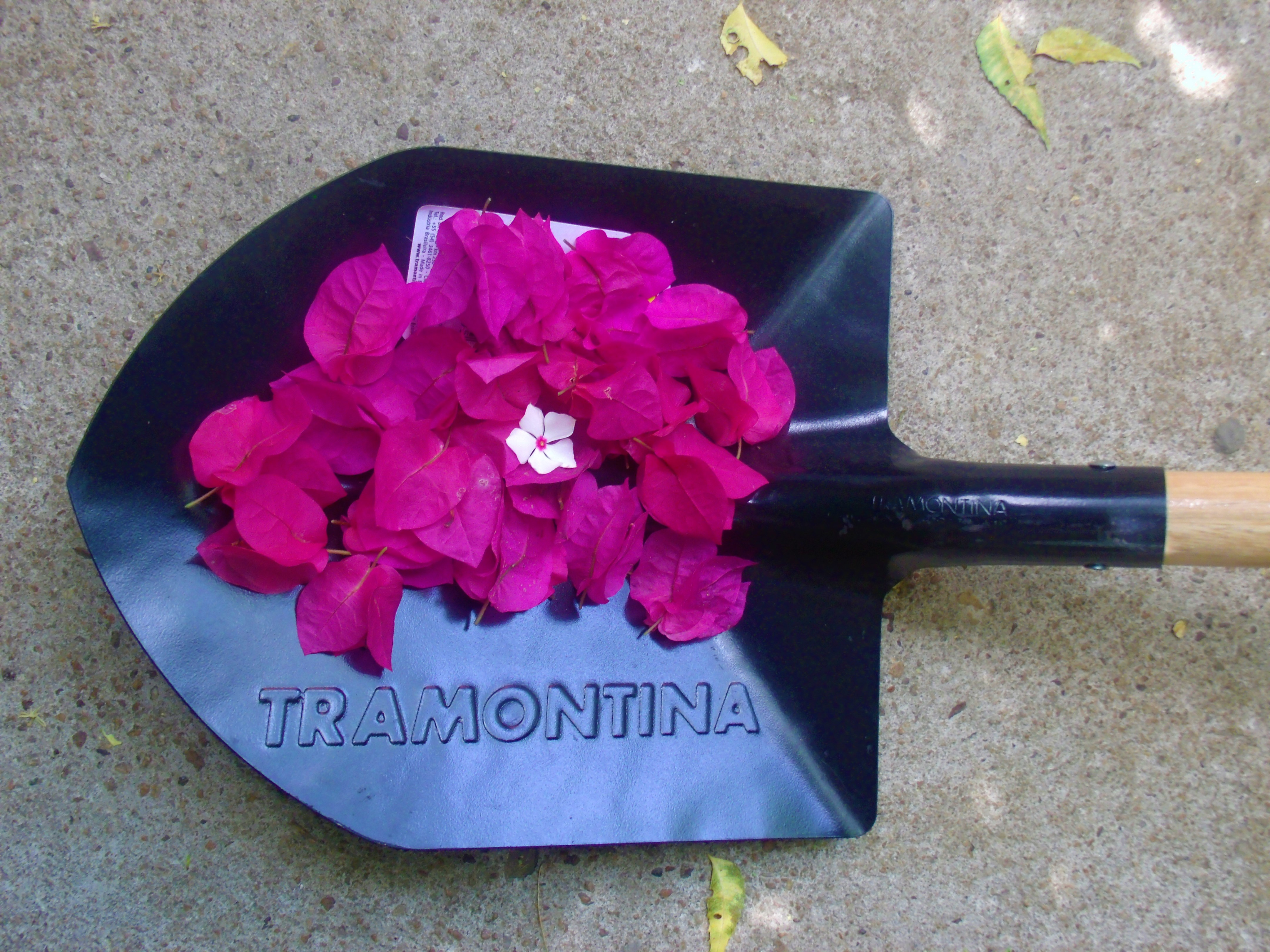
Pá de mão.

Hoje a empresa conta com 8 unidades fabris, seis no Rio Grande do Sul, uma em Belém (PA) e outra em Recife (PE). Emprega, no total, mais de 10 mil funcionários. Além disso, está presente em mais de 120 países.

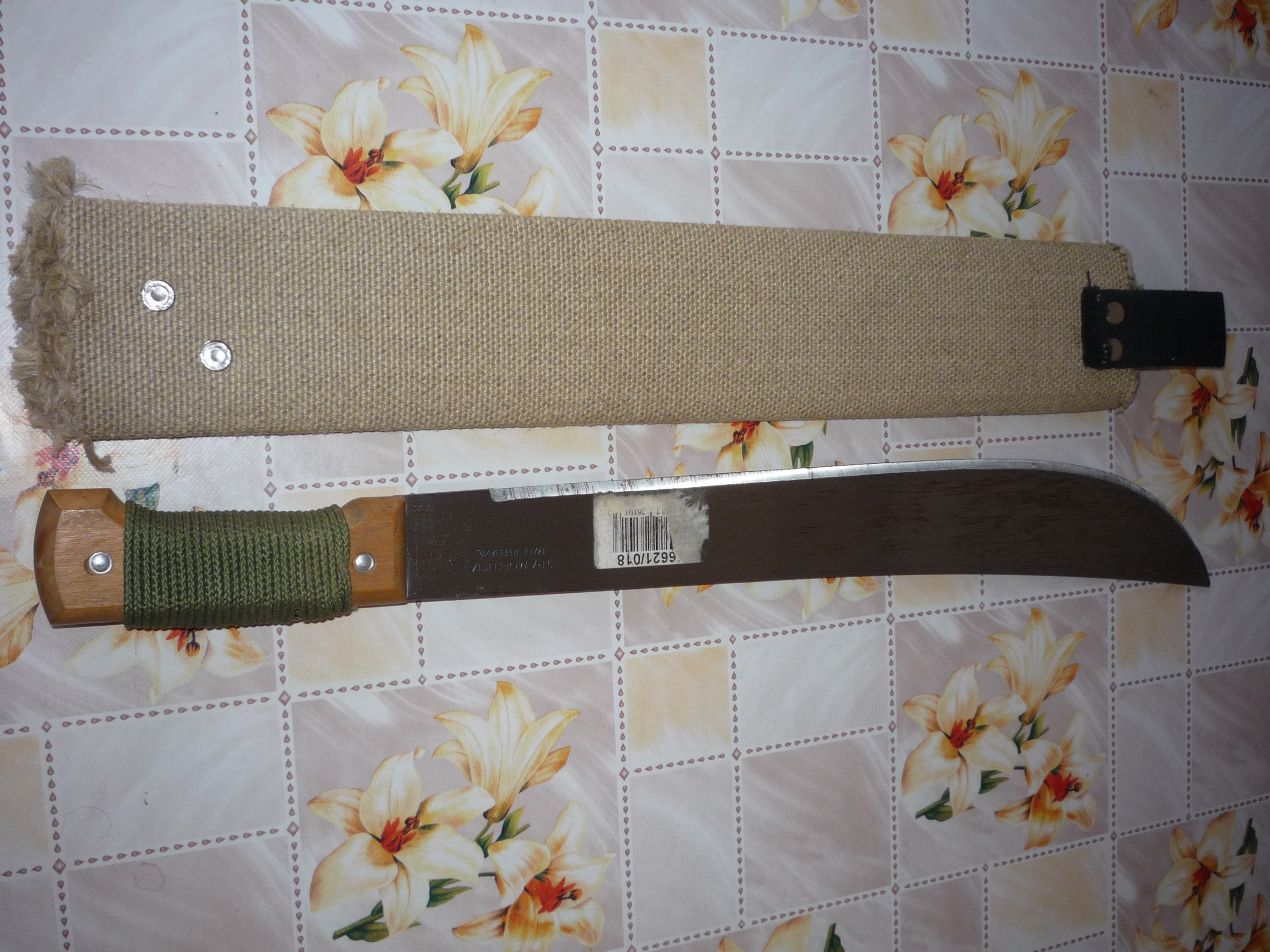
Facão.

## História
A empresa foi fundada pelo artesão Valentin Tramontina, filho de imigrantes italianos que chegou à cidade de Carlos Barbosa, Rio Grande do Sul, em 1911. O negócio iniciou a partir de uma pequena ferraria, onde executava reparos para indústrias da região, além de ferrar cavalos.

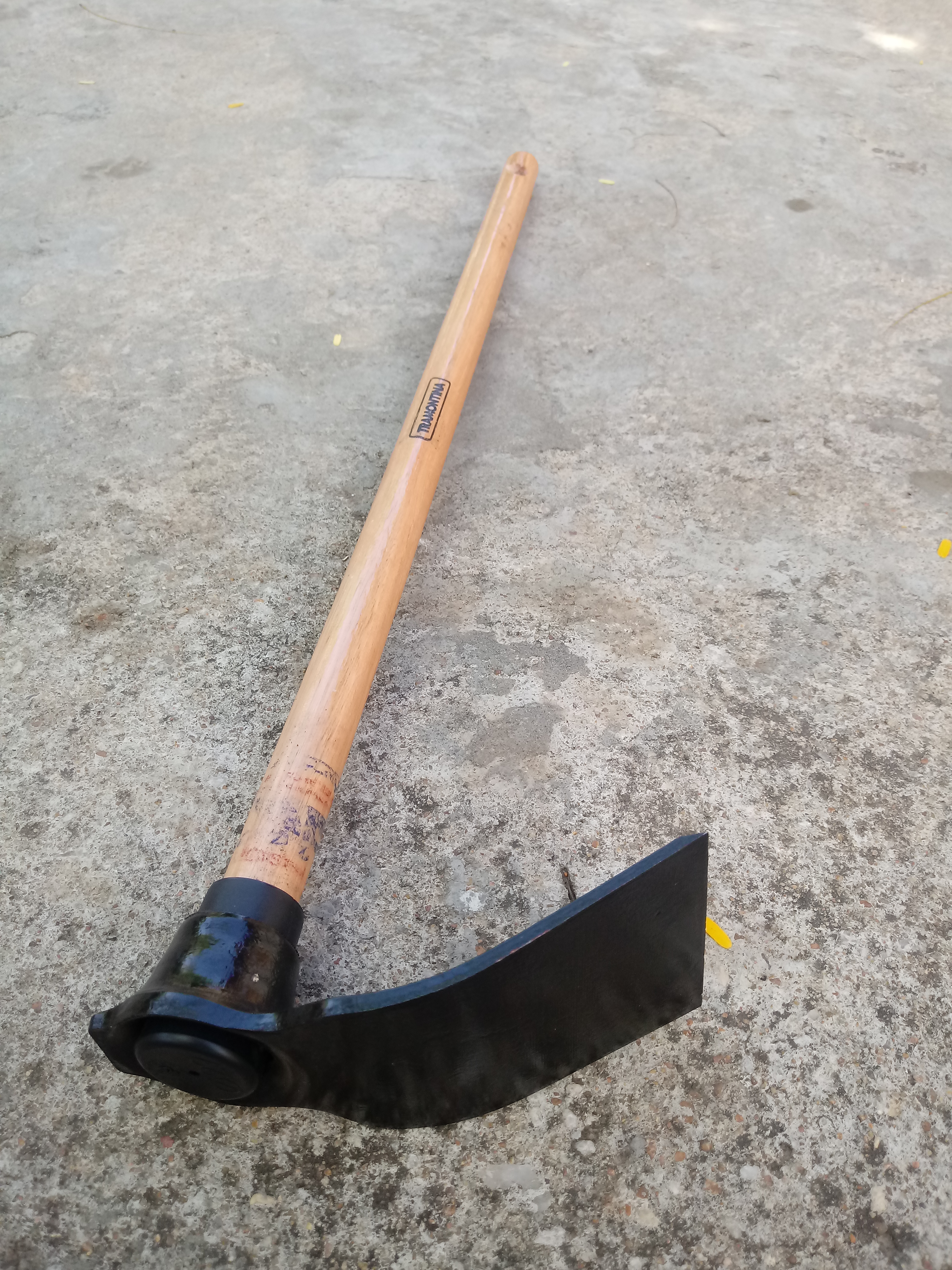
Enxó.

Em 1925, Valentin iniciou a produção artesanal de canivetes com cabo de osso. Este foi o marco inicial das atividades de cutelaria Tramontina, que seguiu comandada por ele até 1939, ano em que faleceu.
A partir disso, quem assumiu as atividades da empresa foi a esposa de Valentin, Elisa de Cecco Tramontina. Ela ia pessoalmente vender a produção da fábrica nos mercados regionais e em Porto Alegre, capital gaúcha.
Em 1949, os negócios começaram a crescer sob a administração de Ivo Tramontina - filho de Valentin -, e de Ruy J. Scomazzon, que passaram a integrar a sociedade. Os investimentos em novas tecnologias, aliados ao início do processo de laminação do aço, impulsionaram o crescimento da empresa que, em 1961, tornou-se uma S.A. O ano também foi marcado pelo falecimento de Elisa Tramontina.
Nas décadas seguintes, novas fábricas foram abertas e novos produtos passaram a ser produzidos, somando-se aos canivetes, facas, talheres e ferramentas, que hoje totalizam um portfólio de mais de 22 mil itens.
De 1992 até 2021 o filho de Ivo, Clovis Tramontina, foi o responsável pela presidência do Conselho de Administração da Tramontina. Em 2022, Eduardo Scomazzon, filho de Ruy, assumiu a presidência do Conselho.

## Unidades
1. Tramontina Belém, localizada na cidade de Belém (Pará), produz móveis de madeira para áreas internas e externas, utilidades domésticas, carros de churrasco e petisqueiras.
2. Tramontina Cutelaria, localizada na cidade de Carlos Barbosa (Rio Grande do Sul), produz facas de cozinha, profissionais e esportivas, utensílios de cozinha, talheres para uso diário, panelas, frigideiras, formas e assadeiras, tesouras, potes plásticos, itens de linha infantil, além de ampla linha de produtos e acessórios para churrasco.
3. Tramontina Delta, localizada na cidade de Recife (Pernambuco), produz mesas, cadeiras, brinquedos, estantes, vasos, lixeiras, caixas organizadoras, gaveteiros e poltronas de plástico injetado ou rotomoldado.
4. Tramontina Eletrik, localizada na cidade de Carlos Barbosa (Rio Grande do Sul), produz tomadas, interruptores, disjuntores, duchas, extensões, conduletes, acessórios para eletrodutos, aparelhos à prova do tempo, iluminação, injeção de alumínio sob encomenda e produtos para atmosferas explosivas.
5. Tramontina Farroupilha, localizada na cidade de Farroupilha (Rio Grande do Sul), produz panelas, talheres e uma linha para servir de aço inoxidável, cozinhas profissionais e eletroportáteis.
6. Tramontina Garibaldi, localizada na cidade de Garibaldi (Rio Grande do Sul), produz ferramentas industriais e organizadores metálicos para o setor industrial e automotivo, ferramentas profissionais para a construção civil e ferramentas manuais para uso doméstico.
7. Tramontina Multi, localizada na cidade de Carlos Barbosa (Rio Grande do Sul), produz equipamentos dirigíveis, ferramentas e equipamentos para jardinagem, agricultura e construção civil.
8. Tramontina TEEC, localizada na cidade de Carlos Barbosa (Rio Grande do Sul), produz tanques, pias/cubas, coifas, cooktops, fornos, lixeiras, cachepôs e acessórios.

## Presidência
O empresário Clovis Tramontina presidiu a empresa de 1992 até 2021. Neto dos fundadores Valentin e Elisa Tramontina e filho de Ivo e Laura Tramontina, nasceu em 1955 no município de Carlos Barbosa.
Antes de assumir a presidência, Clovis trabalhou durante anos em vários setores da empresa. A formação de Clovis teve início na faculdade de Administração de Empresas da Pontifícia Universidade Católica do Rio Grande do Sul (PUCRS). Depois, formou-se em Direito pela Universidade do Vale do Rio dos Sinos, pós-graduou-se em Administração pela Fundação Getúlio Vargas, de São Paulo. Também cursou MBA Empresarial pela Fundação Dom Cabral, de Belo Horizonte, e o Programa de Gestão Avançada – PGA, pelo INSEAD em Fontainebleau, na França.[carece de fontes?]
Em 2022, Eduardo Scomazzon, filho de Ruy J. Scomazzon, assumiu a presidência do Conselho de Administração da Tramontina.

## Mercado
No mercado brasileiro, a empresa conta com cinco Centros de Distribuição – Barueri (São Paulo), Belém (Pará), Carlos Barbosa (Rio Grande do Sul), Goiânia (Goiás) e Simões Filho (Bahia) – e cinco Escritórios Regionais de Vendas – em Belo Horizonte (Minas Gerais), Curitiba (Paraná), Porto Alegre (Rio Grande do Sul), Recife (Pernambuco) e Rio de Janeiro (Rio de Janeiro).
No exterior, a Tramontina possui Centros de Distribuição e Escritórios de Venda nos países África do Sul, Alemanha, Austrália, Chile, Canadá, China, Singapura, Colômbia, Emirados Árabes Unidos, Equador, Espanha, Estados Unidos, França, Índia, Letônia, Malásia, México, Panamá, Peru, Reino Unido e Uruguai, além de representantes comerciais que atuam em outros países.
Em 2013, a Tramontina inaugurou sua primeira loja-conceito na cidade do Rio de Janeiro, a T store. Em 2015 a segunda unidade foi inaugurada em Salvador, e a primeira no exterior, em Santiago, Chile. Hoje, são mais de 20 T stores no Brasil, sendo sendo 5 delas em São Paulo, duas no Rio de Janeiro, uma na Bahia, uma no Distrito Federal, uma no Espírito Santo, uma em Minas Gerais, e outras 13 no exterior. Além disso, conta com duas T factory store, lojas ainda maiores que oferecem todas as linhas de produtos. Uma está localizada em Carlos Barbosa (RS) e outra em Farroupilha (RS). A maior delas é a de Carlos Barbosa, cidade sede da empresa, com 4 mil metros quadrados.
Em 2014, a marca iniciou as operações de venda via comércio eletrônico de sua linha de móveis de madeira através da loja virtual Tramontina Móveis, em um mix de mais de 200 produtos, entre mesas, cadeiras, bancos, espreguiçadeiras, etc. Em 2018, a marca lançou seu e-commerce, a Tramontina Store.

## Responsabilidade ambiental
A Tramontina possui o Programa de Gestão Ambiental, criado para formalizar as práticas e estar de acordo com as tecnologias de desenvolvimento sustentável. A marca adota sistemas próprios para os cuidados com o meio ambiente, como o tratamento de resíduos e de efluentes líquidos, que impede o descarte de substâncias nocivas, que rendeu à empresa a certificação na norma ISO 14001.